# Carlo Marchetto
Carlo Marchetto (Legnago, 18 febbraio 1919 – Novomoskovsk, 3 settembre 1941) è stato un aviatore e militare italiano, pilota della specialità caccia della Regia Aeronautica, partecipò alla seconda guerra mondiale. Per il suo comportamento nell'ultima missione fu decorato di Medaglia d'argento al valor militare alla memoria.

## Biografia

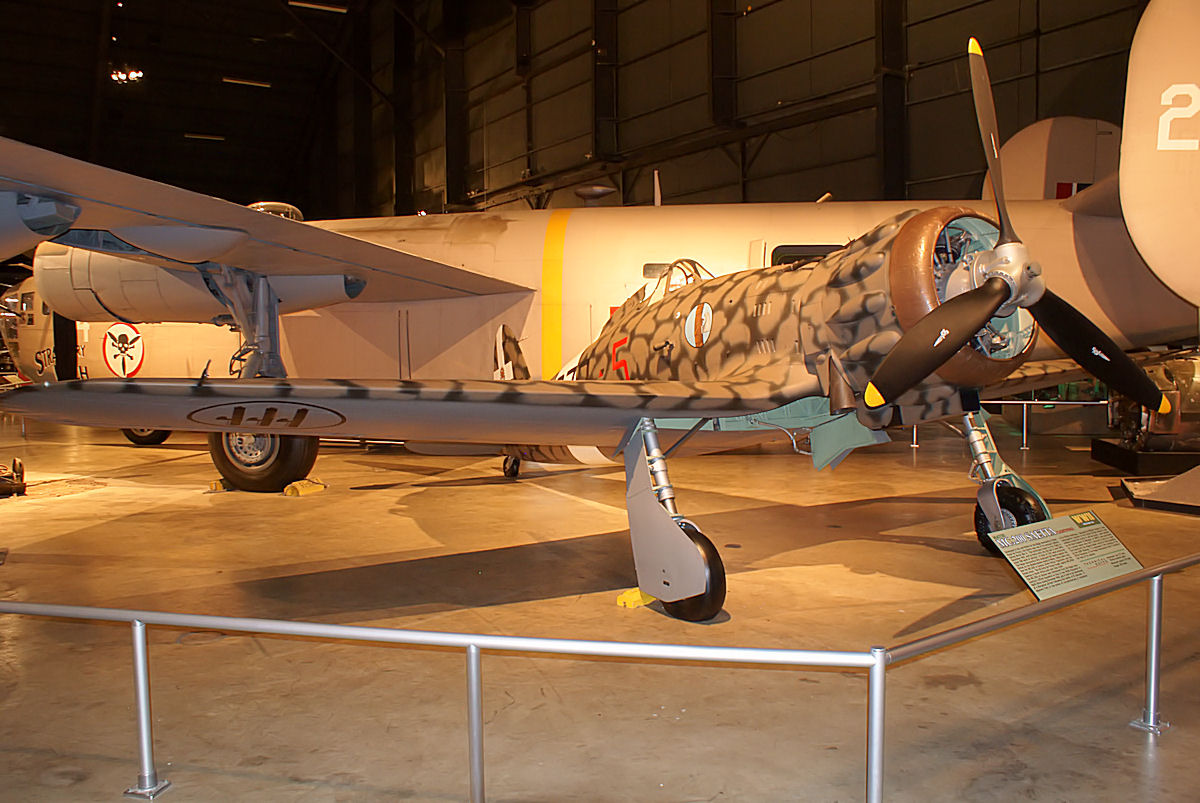
Un caccia Aermacchi C.200 Saetta esposto al National Museum of the United States Air Force di Dayton (Ohio).

Nacque a Legnago il 18 febbraio 1919, e dopo aver conseguito il diploma di abilitazione magistrale e la qualifica di dattilografo, si arruolò nella Regia Aeronautica il 24 dicembre 1938 in qualità di Aviere Allievo Ufficiale di complemento del ruolo naviganti.
Dopo aver frequentato la Scuola Caccia, il 12 novembre 1940 fu assegnato alla 371ª Squadriglia, 157º Gruppo del 52º Stormo Caccia Terrestre di stanza sull'aeroporto di Treviso. Il 27 novembre dello stesso anno effettuò un volo di trasferimento da Bresso a Treviso con velivolo Aermacchi C.200 Saetta Il 15 dicembre la squadriglia venne trasferita sull'aeroporto di Ciampino con 12 piloti e 12 velivoli. 
Il 18 gennaio 1941 decollò da Ciampino insieme al tenente Marcolin per scortare un treno con a bordo alte personalità sulla tratta Orte-Castiglione del Lago. Il 1º marzo la squadriglia si trasferì sull'aeroporto di Lecce, in vista delle operazioni contro la Grecia. 
La prima missione avvenne già il giorno 3, quando nove velivoli effettuarono una missione di scorta ad alcuni bombardieri Fiat B.R.20 Cicogna impegnati nella zona di Arza, sull'Albania. La squadriglia si trasferì successivamente sull'aeroporto di Valona, e l'8 marzo partecipò, insieme ai Fiat C.R.42 Falco del 150º Gruppo, ad una crociera di sorveglianza sulla zona Argirocastro-Pajringut. Nel pomeriggio del 13 aprile effettuò una missione di scorta ai cacciabombardieri Junkers Ju.87B Picchiatello sulla zona di Kalibati. Con l'ingresso delle truppe tedesche ad Atene per la 371ª Squadriglia seguì un periodo di addestramento e riposo..
Il 7 maggio 1941 la squadriglia si trasferì sul campo d'aviazione di Tirana, e il 1º giugno fu temporaneamente aggregato alla 363ª Squadriglia basata sull'aeroporto di Araxxas (Peloponneso) per eseguire servizi di scorta a convogli navali Nel mese di luglio la sua squadriglia ricevette nuovi velivoli ed entrò a far parte del 22º Gruppo Autonomo Caccia Terrestre di Tirana, destinato destinato ad operare nel neocostituito Corpo di Spedizione Italiano in Russia.
Il 27 luglio la truppa e gli specialisti partirono da Durazzo per l'Italia per proseguire verso il Fronte orientale. La 371ª Squadriglia, insieme alle altre tre che costituiscono il 22º Gruppo partì da Tirana l'8 agosto per raggiungere il fronte orientale. Dopo una prima sosta a Belgrado per rifornimento, raggiunsero Bucarest alle 17:25 del pomeriggio. Il 12 agosto il viaggio proseguì per Tudora, dove il 22º Gruppo rimase fino al 26 agosto, quando raggiunse la definitiva sede, situata sull'aeroporto di Krivoj-Rog in Ucraina., dopo uno scalo tecnico a Balta.
La sua prima missione bellica, che coincise con quella del 22º Gruppo Autonomo, avvenne il 27 agosto 1941. Tre distinte formazioni, ciascuna di nove caccia Aermacchi C.200 Saetta, decollarono da Krivoj-Rog tra le ore 15 e le ore 18:30, per effettuare una missione di crociera di vigilanza sulla zona di Dnepropetrovsk-Novomoskovsk. Su tale zona erano stati intercettati numerosi bombardieri nemici, fortemente scortati dalla caccia sovietica. Dopo un furioso combattimento i piloti del 22º Gruppo reclamarono l'abbattimento di sei bombardieri Tupolev SB-2 e due caccia Polikarpov I-16.
Il 3 settembre decollò insieme ad altri otto piloti per intercettare una grossa formazione di bombardieri sovietici, scortata dalla caccia, che si stava dirigendo su Dnepropetrovsk. La formazione italiana era al comando del capitano Enrico Meille. Giunta sulla città di Novomoskovsk la formazione italiana avvistò una colonna di autoblindo che transitava sulla strada principale, ed iniziò subito un attacco a bassa quota su ordine del capitano Meille. 
La reazione contraerea avversaria colpì il suo velivolo e quello del collega Loris Nannini. Entrambi i piloti dovettero lanciarsi con il paracadute, ma mentre Nannini riuscì a toccare terra quasi incolume, venendo fatto prigioniero, egli fu colpito da una raffica di mitragliatrice all'addome che l'uccise all'istante. Venne insignito di Medaglia d'argento al valor militare alla memoria.
Nel dopoguerra la struttura aeroportuale di Legnago è stata intitolata a lui e al maresciallo pilota Francesco Marcati.

### Annotazioni
1. ↑  Si trattava dell'aereo Matricola militare MM 5192.
2. ↑  L'attività operativa riprese il 30 aprile con la scorta ad alcuni velivoli che lanciano paracadutisti sull'isola di Cefalonia, e il 4 maggio con una crociera di protezione agli sbarchi di truppe sempre a Cefalonia.
3. ↑  Insieme a Marcolin e a Romagnolo.
4. ↑  L'8 giugno venne eseguita una crociera di protezione a due navi posamine italiane sul Mar Jonio.
5. ↑  Costituito dalla 359ª, 362ª, 369ª, e 371ª Squadriglia.
6. ↑  Situato a circa 165 km dalla città di Dnepropetrovsk. Da esso operava anche il 61º Gruppo Osservazione Aerea (34ª, 119ª, e 128ª Squadriglia).

### Fonti
1. 1 2 3 4 5  Ferioli 2005, p. 84.
2. 1 2 3 4 5 6 7  Ferioli 2005, p. 85.
3. 1 2  Ufficio Storico Stato Maggiore dell'Aeronautica 1977, p. 173.
4. 1 2 3 4  Dunning 1988, p. 30.
5. ↑  Dunning 1988, p. 29.